# 13e session du Comité du patrimoine mondial
La 13e session du Comité du patrimoine mondial a eu lieu du 11 décembre 1989 au 15 décembre 1989 à la maison de l'Unesco, Paris, en France.

## Participants
Les membres du comité du patrimoine mondial sont représentés par les États suivants, :
- Brésil
- Bulgarie
- Canada
- Colombie
- Cuba
- États-Unis
- France
- Grèce
- Inde
- Indonésie
- Italie
- Mexique
- Oman
- Pakistan
- Pérou
- Sénégal
- Syrie
- Tanzanie
- Thaïlande
- Tunisie
- Yémen du Nord

La session inclut également les États et organisations suivantes :
- États observateurs :
  -  Albanie
  -  Algérie
  -  Allemagne de l'Est
  -  Allemagne de l'Ouest
  -  Argentine
  -  Australie
  -  Cameroun
  -  Chili
  -  Chypre
  -  Costa Rica
  -  Égypte
  -  Espagne
  -  Finlande
  -  Hongrie
  -  Irak
  -  Iran
  -  Jordanie
  -  Madagascar
  -  Malaisie
  -  Maroc
  -  Mozambique
  -  Népal
  -  Niger
  -  Panama
  -  Philippines
  -  Pologne
  -  Qatar
  -  RSS de Biélorussie (membre de l'Union soviétique, mais cependant État partie à la convention du patrimoine mondial)
  -  RSS d'Ukraine (membre de l'Union soviétique, mais cependant État partie à la convention du patrimoine mondial)
  -  Royaume-Uni
  -  Suisse
  -  Turquie
  -  Union soviétique
  -  Vatican
  -  Venezuela (qui n'était pas État partie à la convention du patrimoine mondial en 1989, mais était néanmoins représenté)
  -  Yougoslavie
  -  Zaïre

- Organisations invitées à titre consultatif :
  - ICCROM
  - ICOMOS
  - UICN

- Organisations internationales gouvernementales et non-gouvernementales :
  - Conseil de l'Europe
  - Conseil international des musées
  - Union internationale des architectes

## Inscriptions

### Patrimoine mondial
Le Comité décide d'inscrire 7 sites sur la liste du patrimoine mondial. La liste compte alors 320 biens protégés. Depuis la 1re session du Comité jusqu'à 2020, aucune session n'a inscrit aussi peu de sites.
La Zambie connait sa première inscription.
Les critères indiqués sont ceux utilisés par l'Unesco depuis 2005, et non pas ceux employés lors de l'inscription des sites. Par ailleurs, les superficies mentionnées sont celles des biens actuels, qui ont pu être modifiées depuis leur inscription.
| Bien                                | Pays               | Type                                  | Superficie (ha) | Zone tampon (ha) | Lien | Notes                | Coordonnées                         | Illus. |
| ----------------------------------- | ------------------ | ------------------------------------- | --------------- | ---------------- | ---- | -------------------- | ----------------------------------- | ------ |
| Site archéologique de Mystras       | Grèce              | Culturel (ii), (iii), (iv)            | 54,43           | 1 202,52         | 511  |                      | 37° 04′ 52″ nord, 22° 22′ 01″ est   |        |
| Site archéologique d'Olympie        | Grèce              | Culturel (i), (ii), (iii), (iv), (vi) | 105,6           | 1 458,18         | 517  |                      | 37° 39′ 00″ nord, 21° 40′ 01″ est   |        |
| Monuments bouddhiques de Sanchi     | Inde               | Culturel (i), (ii), (iii), (iv), (vi) |                 |                  | 524  |                      | 23° 28′ 44″ nord, 77° 44′ 24″ est   |        |
| Falaises de Bandiagara (pays dogon) | Mali               | Mixte (v), (vii)                      | 327 390         |                  | 516  |                      | 14° 19′ 59″ nord, 3° 25′ 01″ ouest  |        |
| Parc national du banc d'Arguin      | Mauritanie         | Naturel (ix), (x)                     | 1 200 000       |                  | 506  |                      | 20° 14′ 06″ nord, 16° 06′ 32″ ouest |        |
| Monastère d'Alcobaça                | Portugal           | Culturel (i), (iv)                    |                 |                  | 505  |                      | 39° 33′ 00″ nord, 8° 58′ 37″ ouest  |        |
| Mosi-oa-Tunya / Chutes Victoria     | Zambie et Zimbabwe | Naturel (vii), (viii)                 | 6 860           |                  | 509  | Site transfrontalier | 17° 55′ 30″ sud, 25° 51′ 18″ est    |        |

### Extension
Le Comité approuve l'extension d'un bien.
| Bien                               | Pays      | Lien | Notes                                                                | Coordonnées                       | Illus. |
| ---------------------------------- | --------- | ---- | -------------------------------------------------------------------- | --------------------------------- | ------ |
| Zone de nature sauvage de Tasmanie | Australie | 181  | Étendu aux parcs nationaux Walls of Jerusalem et des Hartz Mountains | 41° 34′ 59″ sud, 145° 25′ 01″ est |        |

### Patrimoine en péril
Le Comité approuve l'inscription d'un site sur la liste du patrimoine mondial en péril.
| Bien                      | Pays    | Lien | Notes                  | Coordonnées                       | Illus. |
| ------------------------- | ------- | ---- | ---------------------- | --------------------------------- | ------ |
| Mines de sel de Wieliczka | Pologne | 32   | En péril jusqu'en 1998 | 49° 58′ 44″ nord, 20° 03′ 50″ est |        |

Par ailleurs, un autre site est retiré de cette même liste.
| Bien                               | Pays     | Lien | Notes                 | Coordonnées                     | Illus. |
| ---------------------------------- | -------- | ---- | --------------------- | ------------------------------- | ------ |
| Zone de conservation de Ngorongoro | Tanzanie | 39   | En péril depuis 1984. | 3° 11′ 13″ sud, 35° 32′ 28″ est |        |

### Ajournements
Le Comité décide de différer l'inscription de 2 sites proposés.
| Site                       | Pays             | Notes           | Coordonnées                       | Illus. |
| -------------------------- | ---------------- | --------------- | --------------------------------- | ------ |
| Monastère de Poblet        | Espagne          | Inscrit en 1991 | 41° 22′ 49″ nord, 1° 04′ 57″ est  |        |
| Parc national de Tongariro | Nouvelle-Zélande | Inscrit en 1990 | 39° 17′ 28″ sud, 175° 33′ 43″ est |        |

### Rejets
Le Comité rejette 8 propositions d'inscription.
| Site                                       | Pays        | Notes                                                                               | Coordonnées                        | Illus. |
| ------------------------------------------ | ----------- | ----------------------------------------------------------------------------------- | ---------------------------------- | ------ |
| Gérone                                     | Espagne     |                                                                                     | 41° 58′ 59″ nord, 2° 49′ 01″ est   |        |
| Monastère de Sant Pere de Rodes            | Espagne     |                                                                                     | 42° 19′ 25″ nord, 3° 10′ 00″ est   |        |
| Collégiale Sant Vicenç de Cardona (ca)     | Espagne     |                                                                                     | 41° 54′ 52″ nord, 1° 41′ 11″ est   |        |
| Úbeda et Baeza                             | Espagne     | Inscrit en 2003 sous le nom « Ensembles monumentaux Renaissance de Úbeda et Baeza » | 38° 00′ 40″ nord, 3° 22′ 16″ ouest |        |
| Ville de Taal                              | Philippines |                                                                                     | 13° 53′ nord, 120° 56′ est         |        |
| Ville de Vigan                             | Philippines |                                                                                     | 17° 34′ 30″ nord, 120° 23′ 17″ est |        |
| Centre historique de Intramuros de Manille | Philippines |                                                                                     | 14° 35′ 28″ nord, 120° 58′ 30″ est |        |
| Fort de Navan                              | Royaume-Uni |                                                                                     | 54° 20′ 53″ nord, 6° 41′ 50″ ouest |        |